# 里希邁基
里希邁基（芬蘭語：Riihimäki）是芬蘭的市鎮，位於該國南部，距離首都赫爾辛基約69公里，由坎塔海梅區負責管轄，面積125.56平方公里，2012年人口29,053，其中約97%居民的母語是芬蘭語。

## 外部連結
- Town of Riihimäki （页面存档备份，存于） – Official website
- Finnish Glass Museum - Riihimäki